# 30000 Camenzind
30000 Camenzind è un asteroide della fascia principale. Scoperto nel 2000, presenta un'orbita caratterizzata da un semiasse maggiore pari a 2,2667055 UA e da un'eccentricità di 0,0801023, inclinata di 6,58499° rispetto all'eclittica.